# Карино (Ивановская область)
Карино — деревня в Тейковском районе Ивановской области России, входит в состав Нерльского городского поселения.

## География
Деревня расположена в 17 км на север от центра поселения посёлка Нерль и в 22 км на юго-запад от райцентра города Тейково.

## История
Первоначально церковь в Карине находилась на восточной стороне селения, составлявшей до конца XVIII столетия особое село, называвшееся Ивачевым, Карино же было простым сельцом и принадлежало помещику Долгово-Сабурову. В XVIII веке в Ивачеве существовала деревянная церковь с одним престолом в честь Покрова Пресвятой Богородицы, при ней была деревянная колокольня. Церковь в Ивачеве находилась в низменной местности, поэтому в 1785 году по ходатайству помещика Долгова-Сабурова епископ Суздальский и Владимирский повелел перенести церковь на более удобное высокое место к сельцу Карину. В 1794 году в Карине была устроена новая деревянная церковь. В 1853 году старая церковь за ветхостью была разобрана и на ее месте на средства прихожан была построена новая деревянная церковь на каменных столбах с деревянной колокольней. Престол в церкви был один — в честь Покрова Пресвятой Богородицы. В 1856 году церковь и колокольня были обнесены каменной оградой, в 1867 году церковь покрыта железом и окрашена зеленой краской. В 1893 году приход состоял из села (32 двора), сельцов Башки и Юркино, деревни Голебтово. Всех дворов в приходе 62, мужчин — 181, женщин — 193.
В конце XIX — начале XX века село входило в состав Сахтышской волости Суздальского уезда Владимирской губернии.
С 1929 года село входило в состав Москвинского сельсовета Тейковского района, с 1954 года — в составе Думинского сельсовета, с 1979 года — вновь в составе Москвинского сельсовета, с 2005 года — в составе Нерльского городского поселения.

## Население
| 1859 | 1905 | 2010 |
| ---- | ---- | ---- |
| 120  | ↗180 | ↘0   |

## Достопримечательности
В деревне находятся остатки деревянной Церкви Покрова Пресвятой Богородицы (1853—1863)